# Péter József (labdarúgó)
Péter József (1904. október 18. – 1973.) válogatott labdarúgó, balfedezet.

## Pályafutása

### Klubcsapatban
Az Újpest labdarúgója volt. Megbízható, fáradhatatlan játékos volt, aki a csapatjátékban is kitűnt.

### A válogatottban
1927-ben egy alkalommal szerepelt a magyar labdarúgó-válogatottban. A mérkőzés 11. percében súlyosan megsérült emiatt le kellett cserélni.

## Sikerei, díjai
- Magyar bajnokság
  - 2.: 1926–27
- Magyar kupa
  - döntős: 1927

## Statisztika

### Mérkőzése a válogatottban
| Magyarország | Magyarország      | Magyarország              | Magyarország | Magyarország | Magyarország | Magyarország | Magyarország | Magyarország |
| #            | Dátum             | Helyszín                  | Hazai        | Eredmény     | Vendég       | Kiírás       | Gólok        | Esemény      |
| ------------ | ----------------- | ------------------------- | ------------ | ------------ | ------------ | ------------ | ------------ | ------------ |
| 1.           | 1927. április 10. | Budapest. Üllői úti pálya | Magyarország | 3 – 0        | Jugoszlávia  | barátságos   | -            | 11'          |
|              | Összesen          |                           |              | 1            | mérkőzés     |              | 0            | gól          |